# Xanthippe (Sparte)
Pour les articles homonymes, voir Xanthippe.
Xanthippe (en grec ancien Ξάνθιππος / Xánthippos) est un général spartiate qui vécut au IIIe siècle av. J.-C. Il entre au service de Carthage lors de la première guerre punique et réorganise l'armée des mercenaires. Il défait le consul romain Régulus et le fait prisonnier en 255 à la bataille de Tunis.

D'après Appien, ce furent les Carthaginois qui demandèrent à Sparte un général car ils attribuaient leurs revers face aux Romains à un manque de leur chef.

L'historien grec Polybe dans le livre I de ses Histoires  donne une tout autre version. Pour lui l'arrivée de Xanthippe est plutôt fortuite et il serait arrivé avec d'autres mercenaires venus de Grèce : 
32. Sur ces entrefaites (une défaite Carthaginoise) aborde un de ces racoleurs de mercenaires qu'on avait auparavant envoyé en Grèce, amenant une quantité de soldats parmi lesquels un certain Xanthippe, un Lacédémonien qui avait reçu l'éducation spartiate et possédait l'expérience correspondantes des opérations militaires. Apprenant la défaite précédente, les conditions et les circonstances où elle s'était produite, et considérant l'armement des Carthaginois et la quantité de leurs cavaliers et de leurs éléphants, il se prit à raisonner et déclara à ses amis que les Carthaginois n'avaient pas été vaincus par les Romains, mais par eux-mêmes à cause de l'incompétences de leurs chefs.

POLYBE, I, 32, 1-3. (Trad. P. Pedech)
Bien vite les propos de Xanthippe se répandirent et les dirigeants décidèrent de le convoquer, l'écoutèrent et lui remirent une armée pour le mettre à l'épreuve:
Les paroles de Xanthippe mettaient dans le public des rumeurs et des conversations optimistes; mais lorsque, conduisant la troupe hors de la ville, il rangea en bon ordre, se mit à faire manœuvrer les différents corps de troupes bien alignés et à les commander selon les règles, il produisit un tel effet de contraste, à côté de l'incompétence des généraux précédents, que les gens manifestèrent par des clameurs leur impatience de livrer bataille persuadés qu'ils n'auraient aucun échec sous le commandement de Xanthippe. La dessus, les généraux voyant le morale des troupes subitement réconforté, après leur avoir adressé les encouragements appropriés, partirent en campagne au bout de quelques jours. Cette armée comptait douze mille fantassins, quatre mille cavaliers et un nombre d'éléphants approchant de la centaine.

POLYBE, I, 32, 6 - 9 (Trad. P. Pédech).
Les Carthaginois décident donc de livrer bataille aux Romains et c'est ainsi que s'engage la bataille de Tunis en 255 av. J.C.
Xanthippe commence la bataille par une attaque des éléphants qui occupe la plus grande partie de l'infanterie romaine et lance sa cavalerie sur les ailes de son adversaire. Au premier choc, la cavalerie romaine, largement dépassée en nombre, est aisément défaite et mise en fuite par son homologue carthaginoise. Les Romains connaissent par contre un certain succès sur leur aile gauche avec 2 000 hommes, peut-être des troupes alliées, qui défont les mercenaires en face d'eux et les poursuivent jusqu'au-delà de leur camp.
Pendant ce temps, au centre, l'infanterie romaine résiste à l'attaque d'éléphants mais seules quelques unités isolées réussissent à attaquer la phalange carthaginoise et elles sont facilement battues. Finalement, la cavalerie carthaginoise charge les Romains déjà malmenés des deux côtés à la fois, détruisant toute cohésion et annihilant l'armée romaine. Seuls les 2 000 hommes de l'aile gauche, victorieux des mercenaires parviennent à s'échapper et sont rembarqués par la flotte romaine ; le consul Regulus lui-même est fait prisonnier.

## La fin de Xanthippe
La fin de Xanthippe est malheureusement mal connue et diffère selon les versions.
Appien nous dit que les Carthaginois, pour que l'on n'attribua pas aux Lacédémoniens un si grand exploit, feignirent de l'honorer par une foule de présents et de le reconduire à Lacédémone à bord de trières, mais ils donnèrent l'ordre aux triérarques de le jeter par dessus bord avec ses compatriotes qui l'accompagnaient dans la traversée.
La tradition de cette mort en mer est rapportée différemment par Diodore, qui fait état de l'embarquement de Xanthippe sur un navire en mauvais état qui est ensuite intentionnellement coulé.
Polybe, quant à lui, nous dit seulement de Xanthippe qu'il quitta Carthage après cet éclatant succès pour ne pas donner prise aux calomnies et à la jalousie ; mais il signale une autre version de ce départ, dont il annonce un récit à venir qui ne nous est malheureusement pas parvenu.
Quant à Xanthippe qui avait apporté à la cause carthaginoise un si grand renfort et apppoint, il se rembarqua peu de tems après, décision raisonnable et clairvoyante : car les actions éclatantes et extraordinaires font naître des jalousies profondes et d'âpres calomnies, que les gens du pays peuvent supporter parce qu'ils ont des parents et une foule d'amis, tandis que les étrangers ne tardent pas à succomber aux uns et aux autres et risquent leur vie.

Il y a encore une autre version du départ de Xanthippe, nous l'exposerons en détail quand nous trouverons une meilleure occasion. POLYBE, I, 36, 2-4 (Trad. P. Pédech)
Le passage de Polybe renvoyant à un récit ultérieur qui ne nous est pas parvenu à laissé place à plusieurs conjectures de la part des historiens. Une des hypothèse, remise en doute par Paul Pédech, est qu'il serait le même Xanthippe à qui Ptolémée Evergete avait confié en 246/5 le gouvernement de plusieurs provinces au-delà de l'Euphrate. Il aurait donc commandé l'armée lagide contre l'armée séleucide en Syrie durant la troisième guerre de Syrie et gouverné les territoires conquis par les Lagides en Asie. Ces conjectures se basent sur un passage du commentaire sur Daniel de Saint Jérome faisant référence à un certain Xanthippe. En effet, il aurait été surprenant que Polybe soit revenu dans son histoire sur ce qui n'était qu'un fait divers si le personnage n'avait pas eu une certaine postérité. Il devait peut-être réapparaitre plus tard dans l'œuvre de Polybe où l'historien en profitait pour raconter à nouveau cette anecdote. Mais Paul Pédech remarque que Polybe ne remontait pas si haut dans l'histoire de l'Égypte. Dans son livre XIV il résumait seulement les années de 216 à 205 avant J.C.

## Source antique
- Polybe, Histoires [détail des éditions] [lire en ligne], I, 1, 32-36.